# Peritia
 (février 2019).
Si vous disposez d'ouvrages ou d'articles de référence ou si vous connaissez des sites web de qualité traitant du thème abordé ici, merci de compléter l'article en donnant les références utiles à sa vérifiabilité et en les liant à la section « Notes et références ».
Peritia: Journal of the Medieval Academy of Ireland (Peritia: Revue de l'Académie médiévale d'Irlande) est une revue académique annuelle révisée par des pairs (peer-reviewed) fondée au début des années 1980 couvrant les études médiévales irlandaise et insulaire dans le contexte du Moyen Âge européen et des études médiévales européennes en général.
Les rédacteurs en chef sont Dáibhí Ó Cróinín (Université nationale d'Irlande, Galway) et Elva Johnston (University College Dublin). Le journal est publié par Brepols Publishers.